# Carola Paissoni
Carola Paissoni (24 maggio 1994) è una judoka italiana.

## Biografia
Si è messa in mostra all'Universiade di Taipei 2017 salendo sul gradino più basso del podio nella categoria dei -70 kg.
L'anno successivo ha rappresentato l'Italia ai Giochi del Mediterraneo di Tarragona 2018, dove ha vinto la medaglia d'argento nel torneo dei 70 kg, in cui è rimasta sconfitta in finale dalla spagnola María Bernabéu.

## Palmarès
- Giochi del Mediterraneo
- Tarragona 2018: argento nei - 70 kg;

- Universiade

Taipei 2017: bronzo nei -70 kg;
- Campionati italiani:

Asti 2014: argento nei -70 kg;
Torino 2015: oro nei -70 kg;
Parma 2016: oro nei -70 kg;
Ostia 2017: oro nei -70 kg;
Ostia 2018: oro nei -70 kg.